# Рівердейл (округ Галіфакс, Вірджинія)
Рівердейл (англ. Riverdale) — переписна місцевість (CDP) в США, в окрузі Галіфакс штату Вірджинія. Населення — 949 осіб (2020). Місцевість розташована на південь від Саут-Бостона, на сполученні 58-ї, 360-ї та 501-ї магістралей США.

## Географія
Рівердейл розташований за координатами 36°40′29″ пн. ш. 78°53′38″ зх. д. / 36.67472° пн. ш. 78.89389° зх. д. (36.674848, -78.894011).  За даними Бюро перепису населення США в 2010 році переписна місцевість мала площу 21,48 км², з яких 21,08 км² — суходіл та 0,40 км² — водойми.

## Демографія
Згідно з переписом 2010 року, у переписній місцевості мешкало 956 осіб у 421 домогосподарстві у складі 283 родин. Густота населення становила 45 осіб/км².  Було 486 помешкань (23/км²).
Расовий склад населення:
| - 69,0 % — білих - 27,2 % — чорних або афроамериканців - 0,7 % — корінних американців - 0,1 % — азіатів - 2,0 % — осіб інших рас |

До двох чи більше рас належало 0,9 %. Частка іспаномовних становила 3,9 % від усіх жителів.
За віковим діапазоном населення розподілялося таким чином: 19,4 % — особи молодші 18 років, 59,9 % — особи у віці 18—64 років, 20,7 % — особи у віці 65 років та старші. Медіана віку мешканця становила 44,8 року. На 100 осіб жіночої статі у переписній місцевості припадало 88,6 чоловіків;  на 100 жінок у віці від 18 років та старших — 95,2 чоловіків також старших 18 років.
Середній дохід на одне домашнє господарство  становив 48 541 долар США (медіана — 40 104), а середній дохід на одну сім'ю — 49 283 долари (медіана — 48 173). Медіана доходів становила 29 583 долари для чоловіків та 30 109 доларів для жінок. За межею бідності перебувало 27,0 % осіб, у тому числі 38,9 % дітей у віці до 18 років та 16,1 % осіб у віці 65 років та старших.
Цивільне працевлаштоване населення становило 546 осіб. Основні галузі зайнятості: освіта, охорона здоров'я та соціальна допомога — 39,0 %, роздрібна торгівля — 15,9 %, виробництво — 10,1 %, мистецтво, розваги та відпочинок — 9,7 %.